# Command & Conquer: Alarmstufe Rot 2
Command & Conquer: Alarmstufe Rot 2 (Originaltitel: Red Alert 2) ist ein von den Westwood Studios entwickeltes Echtzeit-Strategiespiel, das im Oktober 2000 erschienen ist. Darin landen die wiedererstarkten sowjetischen Truppen überfallartig in Nordamerika, um ihren alten Widersacher endgültig in die Knie zu zwingen. Zusammen mit Command & Conquer: Alarmstufe Rot und Command & Conquer: Alarmstufe Rot 3 und deren Erweiterungen bildet es das Alarmstufe-Rot-Universum.

## Entwicklung
Noch vor der Veröffentlichung von Tiberian Sun wurde von Westwood eine Fortsetzung von Alarmstufe Rot angekündigt.
Alarmstufe Rot 2 benutzt eine zweidimensionale Grafik. Es ist der letzte Teil der Command-&-Conquer-Reihe, welche diese benutzt.
Im Zuge der Terroranschläge am 11. September 2001 ließ Electronic Arts auch nach Veröffentlichung noch alle Cover austauschen, da ein brennendes World Trade Center abgebildet war.

## Handlung
Die Sowjetunion, die nach ihrer Niederlage in Alarmstufe Rot von Alexander Romanov regiert wird, welcher von den Westmächten eingesetzt wurde und für dauerhaften Frieden sorgen sollte, löst mit einem Überraschungsangriff auf die USA einen neuen Ost-West-Konflikt aus.
Wie auch in den Vorgängern gibt es zwei Schlusssequenzen: Entweder erringen die Sowjets die Weltherrschaft und führen die Menschheit in eine kommunistische Diktatur, oder die Alliierten siegen.
Anders als beim Vorgänger wurde die deutsche Fassung nicht zensiert und die Soldaten blieben wie in der ursprünglichen Version menschlich.

## Spielprinzip
Die Missionen der Kampagne werden, wie auch bei den Vorgängern, durch Videos verknüpft. Im Unterschied zum Vorgänger spielen die Einsätze meist in städtischen Gebieten, wo der Verlauf von Straßen und die Position von Brücken und Zivilgebäuden, die auch besetzt werden können, Auswirkungen auf die Kampfhandlungen haben.
Im Mehrspieler-Modus oder Gefecht wählt man eine Nation. Jede von diesen verfügt über verschiedene Spezialeinheiten:

### Alliierte
- Deutschland: Panzerzerstörer (effektiv gegen Fahrzeuge – ineffektiv gegen Infanteristen, Terrordrohnen und Gebäude)
- Frankreich: „Grand Cannon“ (effektivste Verteidigungsanlage – verbraucht aber viel Energie, Geld und Konstruktionszeit)
- Großbritannien: Sniper (effektiv gegen Infanteristen – ineffektiv gegen Fahrzeuge und Gebäude)
- Südkorea: „Black Eagle“ (verbessertes Harrier-Kampfflugzeug)
- USA: Fallschirmspringer (mehr Fallschirmspringer als die des „Flughafen-Techgebäudes“)

### Sowjets und Verbündete
- Irak: Desolatoren (mit einer atomaren Strahlenwaffe bewaffneter Infanterist, der Landflächen verstrahlen kann)
- Kuba: Selbstmordattentäter
- Libyen: Spreng-LKW (mit Miniatombombe bewaffneter LKW)
- Russland: Teslapanzer (ein Panzer der mit Teslastrahlen über Mauern feuern kann)

## Rezeption
Alarmstufe Rot 2 sei ausbalancierter, die Missionen kürzer und es nehme sich selbst nicht so ernst wie Tiberian Sun. Auffällig sei, dass ein Großteil der Mängel des Vorgängers offensichtlich behoben wurden. Die Bedienung sei besser und die Atmosphäre sehr dicht. Innovationen würden hingegen fehlen. Das überzeichnete Szenario gehe teils in Richtung Parodie. Die Optik sei bunt und die Einheiten im Stile von Jules Verne sehr originell. Das Gameplay sei sehr dynamisch und funktioniere auch gut im Mehrspielermodus. Die deutsche Lokalisierung glänze durch sauber übersetzte Texte und professionelle Synchronisation der Cutscenes. GameStar attestierte, dass Westwood mit veralteter Technik ein spielenswertes Programm abliefere, das flott und einsteigerfreundlich daherkomme, aber auch Veteranen nicht enttäusche. Mit dem Mehrspielermodus von StarCraft oder der Komplexität von Age of Empires 2 könne es allerdings nicht mithalten. PC Games bemängelte die wenig intelligenten Gegner und das Missionsdesign, das oft auf das Beseitigen aller feindlichen Einheiten hinauslaufe. Zudem sei an der Qualitätssicherung gespart worden. Die altbackene Technik störe hingegen nicht. Es sei vielleicht nicht der populärste Teil der Serie, zähle jedoch zu den besten. Die Kampagne sei motivierend. Der Stil der 2D-Grafik gut getroffen. Alle Einheiten bleiben gut erkennbar.

## Yuris Rache
Command & Conquer: Alarmstufe Rot 2 – Yuris Rache ist die Erweiterung zu Alarmstufe Rot 2. Es bietet zwei neue Kampagnen mit je sieben Missionen für Alliierte und Sowjets. Beide Parteien enthalten auch neue Gebäude und Einheiten. Außerdem bietet es mit Yuris Armee eine dritte Partei für den Mehrspieler-Modus.

### Neue Inhalte
Zum zweiten Mal in einem Command-&-Conquer-Spiel wurde dabei eine dritte Kriegspartei integriert (zuvor CABAL in Command & Conquer: Operation Tiberian Sun – Feuersturm), die aber nur im Gefecht und im Mehrspieler-Modus mit ihren exotischen Einheiten von Anfang an spielbar ist. Im Einzelspieler-Modus muss man in der Regel gegen diese Einheiten kämpfen, kann aber durch Ingenieure die Kontrolle über Yuris Gebäude übernehmen und diese anschließend selber benutzen, um beispielsweise Einheiten zu produzieren. Zu Yuris Truppen gehören unter anderem:
- Magnetpanzer, die andere Fahrzeuge zu sich ziehen („Magnetron“)
- „Superhirne“, die fast alle Einheiten psychisch beeinflussen können (maximal 3 gleichzeitig, bei Überschreitung des Maximums zerstört sich die Einheit langsam selbst)
- fliegende Untertassen (Yuris Luftwaffe) („Gleitscheibe“)
- Scharfschützinnen, die Giftpfeile verschießen („Virus“)
- ein an Hulk erinnernder Berserker („Brute“)
- Ein leichter Panzer, mit einer Gatlingkanone bewaffnet, der sowohl gegen Luft- als auch Bodeneinheiten eingesetzt werden kann („Gatlingpanzer“).
- Erstmals in der C&C-Serie hat Yuri anstatt der üblichen Sammler und stationären Raffinerien einen Sammler, der sich per Befehl in eine Raffinerie (und umgekehrt) umwandelt, aus der dann Sklaven Erz abbauen (Diese Einheit kann als Gebäude oder Fahrzeug gebaut werden) („Sklavensammler“).
- Als sogenannte „Superwaffe“ besitzt Yuri den „Psycho-Dominator“, ein Gedankenkontrollgerät, welches Gebäude beschädigt und fast jede gegnerische Einheit einer Gedankenwäsche unterzieht, sodass diese dauerhaft zu Yuris Truppen gehört. Als Gegenstück zur Chronosphäre und dem Eisernen Vorhang verfügt Yuri des Weiteren über den „Gen-Manipulator“, der in einem Gebiet Infanteristen (sowohl eigene als auch gegnerische) in Brute-Einheiten verwandelt und sie der Kontrolle Yuris unterwirft.

Die Handlung beinhaltet die Jagd nach dem Verräter Yuri, der als ehemaliger Kommandant der sowjetischen Psychotruppen im vorangegangenen Krieg tätig war. In den Wirren des Krieges nutzte er sein gewaltiges Potenzial, um eine eigene, höchst skurrile Psychoarmee aufzubauen, um die Weltherrschaft an sich zu reißen. Die Missionen führen den Spieler dabei zu neuen Schauplätzen wie Australien, Ägypten und sogar auf den Mond. Dank Einsteins Zeitmaschine reist man sogar in die Kreidezeit.

### Pressespiegel

#### Kritiken
„Wer Yuris Rache oder irgendein anderes Produkt der C&C-Echtzeitstrategiereihe kauft und sich anschließend darüber ärgert, dass es immer wieder das gleiche Spiel ist, sollte anfangen, aus der Historie zu lernen. Wie immer glänzen die Gegner mit Unbeholfenheit und auch die eigenen Einheiten sind nicht gerade mit Weisheit gesegnet, aber dennoch können die Missionen auch dank der witzigen Hintergrundgeschichte für jede Menge Kurzweil sorgen. Denn Yuris Rache ist ein typisches Echtzeit-Strategiespiel, das dem Spieler keine ausgefuchsten Feldherrenkünste abverlangt, sondern den Schwerpunkt der Missionen konsequent auf Action und Spaß legt. Und wieder einmal nimmt sich C&C selbst auf den Arm: So tauchen in einer in Hollywood spielenden Mission kampfstarke Zivilisten namens Stallone und Frankenstein auf - eine willkommene Bereicherung der eigenen Armee.“

#### Bewertungen in Spielezeitschriften
- PC Games: 82 % „Online Only“[12]